# Bundesautobahn 555
Bundesautobahn 555 (em português: Auto-estrada Federal 555) ou A 555, é uma auto-estrada na Alemanha.
A Bundesautobahn 555 tem 20 km de comprimento.

## Estados
Estados percorridos por esta auto-estrada:
- Renânia do Norte-Vestfália